# Nayakas de Keladi

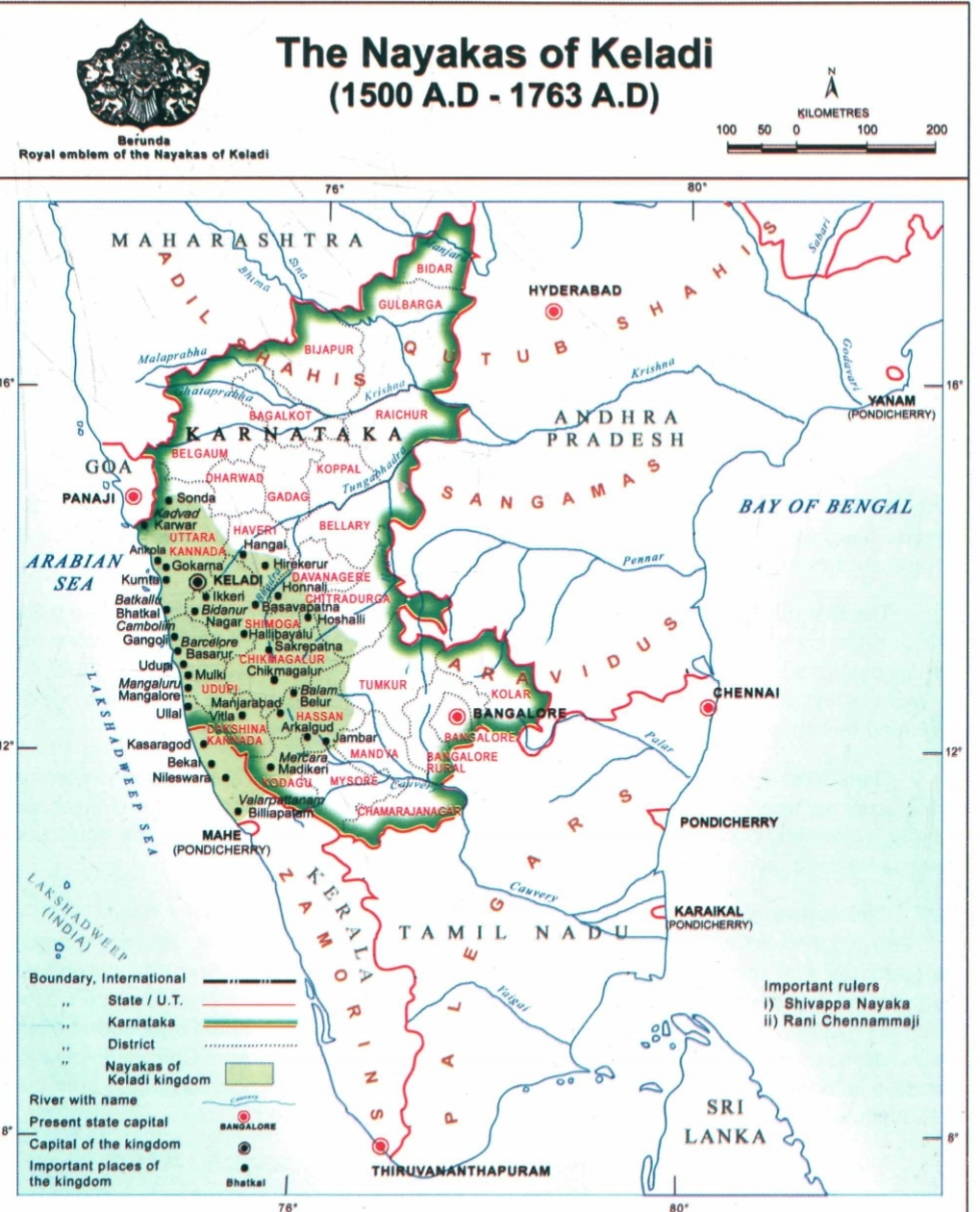
Imagen de las Nayakas de Keladi

Nayakas de Keladi, también conocidos como Nayakas de Bednore y Reyes de Ikkeri (1499–1763), fue una dinastía india con centro en Keladi en el distrito de Shimoga, Karnataka, India. Inicialmente gobernaron como vasallos del famoso Imperio Vijayanagara. Después de la caída del mismo en 1565, obtuvieron la independencia y gobernaron partes importantes de la región de Malnad de los Ghats occidentales en la actual Karnataka, la mayoría de las áreas en las regiones costeras de Karnataka y partes del norte de Kerala, Malabar y las llanuras centrales a lo largo del Río Tungabhadra. En 1763, con su derrota ante Hyder Ali, fueron absorbidos por el Reino de Mysore. Jugaron un papel importante en la historia de Karnataka, durante un tiempo de confusión y fragmentación que generalmente prevaleció en el sur de la India después de la caída del Imperio Vijayanagara. Los gobernantes Keladi eran lingayats, pero eran tolerantes con los seguidores de otras religiones. Los reyes haleri de Kodagu que gobernaron Coorgentre 1600-1834 fue una rama de la dinastía Keladi.

## El clan nayaka
Chaudappa Nayaka, originalmente Chauda Gowda, (1499-1530), era de un pueblo llamado Pallibailu cerca de Keladi. Era el hijo de la pareja Lingayat, Basavappa y Basavamambe, que se dedicaban a la agricultura.  Fue el primer cacique en gobernar el área que rodea a Shimoga, se elevó por su propia capacidad y perspicacia y fue un feudatario del Imperio Vijayanagara.
Sadashiva Nayaka (1530–1566) fue un importante cacique en el Imperio Vijayanagara y ganó el título Kotekolahala del emperador Aliya Rama Raya por sus actos heroicos en la batalla de Kalyani. Las provincias costeras de Karnataka quedaron bajo su dominio directo. Trasladó la capital a Ikkeri unos 20 km de Keladi.
Sankanna Nayaka (1566-1570), sucedió a Sadashiva Nayaka.
Chikka Sankanna Nayaka (1570-1580) fue un gobernante oportunista que aprovechó la confusión en el Imperio Vijayanagara luego de su derrota en Talikota y tomó algunas provincias en el distrito de Uttara Kannada.
Hiriya Venkatappa Nayaka (1586–1629) es considerado por los estudiosos como el monarca más capaz del clan. Se liberó por completo del señorío de los gobernantes de Vijayanagara en Penugonda. El viajero italiano Pietro Della Valle, quien visitó su reino en 1623, lo llamó un hábil soldado y administrador. Durante su reinado, el reino se expandió de manera que cubría las regiones costeras, las regiones de Malnad y algunas regiones al este de los Ghats occidentales de la actual Karnataka. También se sabe que derrotó a los Adilshahis de Bijapur en Hanagal. Aunque fue un virashaiva por fe, construyó muchos templos para los vaishnavas y Jains y una mezquita para los musulmanes. Derrotó a los portugueses en 1618 y 1619.
Virabhadra Nayaka (1629-1645) enfrentó muchos problemas desde el principio, incluida la competencia de los jefes jainistas rivales de Malenad por el trono de Ikkeri y la invasión de los ejércitos del Sultanato de Bijapur. Ikkeri fue saqueado por el ejército de Bijapur durante su reinado.
Shivappa Nayaka (1645-1660) es ampliamente considerado como el más capaz y el más grande de los gobernantes de Keladi. Era el tío de Virabhadra Nayaka. Shivappa depuso a su sobrino para ganar el trono de Keladi. No solo era un administrador capaz; También patrocinó la literatura y las bellas artes. Sus campañas exitosas contra los sultanes de Bijapur, los reyes de Mysore, los portugueses y otros nayakas de los territorios vecinos al este de los ghats occidentales ayudaron a expandir el reino en su mayor extensión, cubriendo grandes áreas de la actual Karnataka. Dio importancia a la agricultura y desarrolló nuevos esquemas de recaudación de impuestos e ingresos que le valieron muchos elogios por parte de funcionarios británicos posteriores. Una estatua de él y el palacio construido por él que contiene muchos artefactos de su época son un recordatorio del respeto que se ha ganado incluso de la generación actual de personas de la región. Destruyó el poder político portugués en la región de Kanara al capturar todos los fuertes portugueses de la región costera.
Somashekara Nayaka I (1664–1672) el rey, que una vez fue un buen administrador, abandonó su interés en la administración después de su asociación con un bailarín llamado Kalavati. Bharame Mavuta, un pariente de Kalavati, envenenó lentamente al rey, lo que finalmente lo llevó a su muerte.
Keladi Chennamma (1672–1697) fue una gobernante capaz de la que algunos estudiosos afirman que estaba aliada con la Maratha Shivaji y más tarde con su hijo Sambhaji para derrotar a todos los reclamantes rivales del trono. Ella dio refugio a Chhatrapathi Rajaram cuando huyó del ejército mogol. Chennamma de Keladi es bien recordada por la gente local a través de historias de su valentía.
La reina Virammaji (1757–1763) fue derrotada por Hyder Ali, quien fusionó el reino de Keladi con el Reino de Mysore. La reina fue capturada por Hyder Ali y fue mantenida en confinamiento junto con su hijo en el fuerte de Madugiri. Sin embargo, fueron rescatados en 1767 cuando Madhavrao I del Imperio Maratha que derrotó a Hyder Ali en la batalla de Madugiri. Más tarde, fueron enviados a Pune, la capital del Imperio Maratha, para su protección.

## Decadencia y fin
Durante más de doscientos años, el reino controló las regiones costeras de la actual Karnataka y fomentó una rica tradición de comercio con los ingleses, portugueses y holandeses. Sin embargo, en el período de oscuridad provocado por la caída del último gran imperio hindú, el imperio Vijayanagara, guerras constantes, campañas contra jefes locales y el Reino de Mysore y el hostigamiento de los Marathas finalmente agotaron la tesorería y dieron como resultado el fin del Reino.